# جوليا دارلينغ
جوليا دارلينغ (بالإنجليزية: Julia Darling)‏ (21 أغسطس 1956، ونشستر في المملكة المتحدة - 13 أبريل 2005، نيوكاسل أبون تاين في المملكة المتحدة)؛ كاتِبة، شاعرة وروائية بريطانية.

## روابط خارجية
- جوليا دارلينغ على موقع ميوزك برينز (الإنجليزية)